# Памятник Леонарду Гиршману (Харьков)
Памятник Леонарду Гиршману — памятник врачу и учёному, офтальмологу, профессору Леонарду Гиршману в городе Харьков, с которым связан его жизненный путь и научно-практическая деятельность.

## Общие данные
Памятник профессору Леонарду Гиршману расположен на территории Харьковской 14-й городской офтальмологической клиники. Открытие памятника состоялось 9 октября 2009 и приурочено к 100-летнему юбилею старейшей глазной клиники Украины в Харькове. В торжественном мероприятии открытия памятника приняла участие также правнучка профессора Виктория Комас-Гиршман и главный офтальмолог Украины Сергей Рыков. Памятник выполнен архитектором Лившицем В. И. (действительным членом Украинской академии архитектуры, заслуженным архитектором Украины) и скульптором Демченко А. Н. (доцентом кафедры скульптуры Харьковской академии дизайна).
Изготовление и установка памятника были осуществлены исключительно за счёт пожертвований меценатов из числа врачей, предпринимателей, рядовых харьковчан, городских учреждений. Созданию памятника способствовало сотрудничество администрации больницы с городскими властями: Департаментом здравоохранения и социальных вопросов, управлением градостроительства и архитектуры Департамента градостроительства.

## Описание
Памятник профессору Леонарду Гиршману представляет собой скульптурную композицию самого врача в полный рост и его пациентки — маленькой слепой девочки, сидящей на стуле и прижимающей к себе руку Леонарда Леопольдовича. Скульптор сознательно отошёл от традиционного помпезного воплощения в памятниках образов учёных — его целью было показать заботливость, человечность и открытость именно врача Гиршмана, его преданное служение людям. Скульптурная композиция отлита в бронзе, её высота составляет 2,3 м. Пьедестал (высотой 1,4 м) — выполнен из гранита.